# АйКарлі (телесеріал)
«АйКарлі» (англ. iCarly) — телевізійний американський ситком, що розповідає про дівчинку Карлі, яка створила в інтернеті розважальне вебшоу «iCarly» зі своїми друзями Сем і Фредді. Трансляція серіалу проходить на телеканалі Nickelodeon з вересня 2007 року. Створений та спродюсований Деном Шнайдером, творцем таких культових телесеріалів як «Кенан і Кел», «Дрейк і Джош», «Вікторія-переможниця» та ін. Був 2 рази номінований на основну премію «Еммі» (Primetime Emmy Award) в 2009 і 2010 роках.

## Сюжет
Серіал розповідає про 13-річну дівчинку Карлі, яка живе зі своїм старшим братом, 26-річним Спенсером. Зі своїми друзями Сем і Фредді вона створила молодіжно-розважальне вебшоу «iCarly». Передача Карлі стає популярною, і їй доводиться стикатися з такими явищами, як конкуренція, шанувальники, шоу-бізнес і шкільне життя.

## Головні герої
Карлі Шей (Міранда Косґроув) — зірка свого популярного вебшоу iCarly, яке вона знімає з двома своїми найкращими друзями — Сем і Фредді. Живе в Сіетлі зі своїм старшим братом Спенсером. В одній серії кажуть, що їхній батько — підводник, і не живе в Сіетлі. Карлі — дуже симпатична, упевнена в собі юна леді, яка часто допомагає своїм друзям вирішувати різні проблеми.
Саманта «Сем» Пакетт (Дженнет Маккарді) — одна з найкращих друзів Карлі і ведуча iCarly. Весь час знущається над Фредді, хоча насправді має до нього почуття. У Сем є сестра близнюк Мелані. Майже всі її родичі мають судимість. Дуже любить перекусити і весь час просить у Карлі та Фредді грошей у борг. Її улюблений колір коричневий, бо це колір підливи. Вона трохи божевільна — ніколи не знаєш, чого від неї очікувати, але з нею завжди весело. Карлі завжди намагається відрадити Сем від чергової божевільної витівки. Її постійно викликають до директора за її приколи, погану поведінку і не самі ввічливі висловлювання. На початку 5 сезону почала зустрічатися з Фредді.
Фредвард «Фредді» Бенсон (Нейтан Кресс) — другий найкращий друг Карлі, технічний продюсер її шоу. Весь час терпить насмішки Сем. Закоханий в Карлі, яка не відповідає йому взаємністю і вважає його «просто другом». Фредді схиблений на комп'ютерах і прекрасно розбирається в будь-якій техніці. Фредді зробить для Карлі все, що завгодно, але з її найкращою подругою Сем вони постійно сваряться. Хоча в 5 сезоні вони почали зустрічатися.
Спенсер Шей (Джеррі Трейнор) — 26-річний брат і опікун Карлі, а також, як кажуть в серіалі, «скульптор». У нього є друг (Сока), який йому часто допомагає, а Спенсер часто купує в нього шкарпетки. Спенсер — амбітний художник і скульптор, він перетворив їх з Карлі будинок в студію і галерею для своїх скульптур (які частіше за все з великими труднощами можна назвати скульптурами). Він трохи ексцентричний, але в складних ситуаціях завжди приходить сестричці на допомогу.
Гібб Гібсон (Ной Манк) — однокласник Карлі, Сем і Фредді. Любить танцювати з «голим пузом». Навколишні ставляться до нього, як до чогось середнього між інопланетянином і мутантом.

## Продовження
У 2021 році на Paramount+ вийшов однойменний сиквел серіалу.